# Lega (flod)
Lega er en 157 km lang flod der løber i den nordøstlige del af Polen. Den største del af floden er i voivodskabet Warmińsko-mazurskie.
Lega kommer fra et dusin kilder i området ved Jezioro Czarne (tysk Sorte Sø). Fra topografien af området, som blev formet af den sidste istid, forbinder Lega-floden en kæde af søer der starter i Jezioro Czarne, efterfulgt af Jezioro Oleckie Wielkie (Treuburg-søen) nær by Olecko, Jezioro Olecko Małe (Herzogshöher Søen), Jezioro Skomętno (Skomantener Søen) og Jezioro Staćkie (Statzer Søen).
Lega-floden forgrener sig over et område på 1011,1 km² i en række bifloder og bifloder, som igen har deres egne navne. Den del af af Lega der løber fra Jezioro Staćkie til Jezioro Selmęt Wielki (Store Sellmentsee) kaldes også Malkin (Malkien eller Malkien-floden).
Sektionen ovenfor Staćkie og umiddelbart efter Jezioro Rajgrodzkie (søen Raygrod), hvor den krydser grænsen til Masurien, det tidligere Østpreussen, til Podlaskie er kaldet Jegrznia. Denne løber derefter ud i floden Ełk (Lyck). Herfra løber vandet ind i Biebrzas sumpområder, som udgør et stort landskabsbeskyttelsesområde sydøst for byen Grajewo.